# OLIG2
OLIG2 (англ. Oligodendrocyte transcription factor 2) – білок, який кодується однойменним геном, розташованим у людей на короткому плечі 21-ї хромосоми. Довжина поліпептидного ланцюга білка становить 323 амінокислот, а молекулярна маса — 32 385.
| 10         |  | 20         |  | 30         |  | 40         |  | 50         |
| ---------- |  | ---------- |  | ---------- |  | ---------- |  | ---------- |
| MDSDASLVSS |  | RPSSPEPDDL |  | FLPARSKGSS |  | GSAFTGGTVS |  | SSTPSDCPPE |
| LSAELRGAMG |  | SAGAHPGDKL |  | GGSGFKSSSS |  | STSSSTSSAA |  | ASSTKKDKKQ |
| MTEPELQQLR |  | LKINSRERKR |  | MHDLNIAMDG |  | LREVMPYAHG |  | PSVRKLSKIA |
| TLLLARNYIL |  | MLTNSLEEMK |  | RLVSEIYGGH |  | HAGFHPSACG |  | GLAHSAPLPA |
| ATAHPAAAAH |  | AAHHPAVHHP |  | ILPPAAAAAA |  | AAAAAAAVSS |  | ASLPGSGLPS |
| VGSIRPPHGL |  | LKSPSAAAAA |  | PLGGGGGGSG |  | ASGGFQHWGG |  | MPCPCSMCQV |
| PPPHHHVSAM |  | GAGSLPRLTS |  | DAK        |  |            |  |            |

A: Аланін

C: Цистеїн

D: Аспарагінова кислота

E: Глутамінова кислота

F: Фенілаланін

G: Гліцин

H: Гістидин

I: Ізолейцин

K: Лізин

L: Лейцин

M: Метіонін

N: Аспарагін

P: Пролін

Q: Глутамін

R: Аргінін

S: Серин

T: Треонін

V: Валін

W: Триптофан

Кодований геном білок за функцією належить до білків розвитку. 
Задіяний у таких біологічних процесах, як транскрипція, регуляція транскрипції. 
Білок має сайт для зв'язування з ДНК. 
Локалізований у цитоплазмі, ядрі.